# Carentan-les-Marais
Carentan-les-Marais es una comuna nueva francesa situada en el departamento de Mancha, de la región de Normandía.

## Historia
Fue creada el 1 de enero de 2016, en aplicación de una resolución del prefecto de Mancha de 23 de diciembre de 2015 con la unión de las comunas de Angoville-au-Plain, Carentan, Houesville y Saint-Côme-du-Mont, pasando a estar el ayuntamiento en la antigua comuna de Carentan.
El 1 de enero de 2017, absorbió las comunas de Brévands, Les Veys y Saint-Pellerin.
El 1 de enero de 2019 absorbió las comunas de Brucheville, Catz, Montmartin-en-Graignes, Saint-Hilaire-Petitville y Vierville.

## Demografía
Según los datos aportados en la última resolución del prefecto de Mancha, la comuna pasa a tener 10 847 habitantes.

## Composición
| Comuna fusionada         | Código INSEE | Población   | Superficie (km²) | Densidad (hab./km²) |
| ------------------------ | ------------ | ----------- | ---------------- | ------------------- |
| Angoville-au-Plain       | 50010        | 110 (2021)  | 5.68             | 19                  |
| Brévands                 | 50080        | 305 (2022)  | 13.87            | 22                  |
| Brucheville              | 50089        | 130 (2021)  | 13.33            | 9.8                 |
| Carentan                 | 50099        | 6024 (2022) | 15.66            | 385                 |
| Catz                     | 50107        | 106 (2022)  | 2.78             | 38                  |
| Houesville               | 50249        | 246 (2021)  | 5.38             | 46                  |
| Les Veys                 | 50631        | 479 (2022)  | 14.88            | 32                  |
| Montmartin-en-Graignes   | 50348        | 607 (2021)  | 30.34            | 20                  |
| Saint-Côme-du-Mont       | 40458        | 460 (2022)  | 12.91            | 36                  |
| Saint-Hilaire-Petitville | 50485        | 1372 (2022) | 9.99             | 137                 |
| Saint-Pellerin           | 50534        | 350 (2022)  | 4.37             | 80                  |
| Vierville                | 50636        | 31 (2021)   | 4.10             | 7.6                 |